# La Mélodie du bonheur (film, 1965)
Pour les articles homonymes, voir La Mélodie du bonheur.
Pour plus de détails, voir Fiche technique et Distribution.
La Mélodie du bonheur (The Sound of Music) est un film musical américain réalisé par Robert Wise, sorti en 1965. Il est adapté de la comédie musicale homonyme de Richard Rodgers et Oscar Hammerstein II créée à Broadway en 1959, elle-même fondée sur le livre autobiographique de Maria Augusta Trapp, La Famille des chanteurs Trapp (en).

## Synopsis
L'action se déroule en Autriche, peu avant le déclenchement de la Seconde Guerre mondiale, au moment de l'Anschluss.
En Autriche, Maria (Julie Andrews) est une jeune femme qui se prépare à devenir religieuse dans une abbaye bénédictine située à Salzbourg, l'abbaye de Nonnberg. Son couvent l'envoie en tant que gouvernante dans une famille de sept enfants, celle d'un veuf, le capitaine Georg Ritter von Trapp (Christopher Plummer). Au début, les enfants se montrent hostiles et espiègles. Elle tient bon, tout en leur enseignant le chant. Bientôt, elle leur sert d'amie et de confidente.
Le capitaine, de son côté, fréquente une baronne (Eleanor Parker) dans le but de trouver une nouvelle mère pour ses enfants. L'arrivée de Maria, gouvernante peu orthodoxe, l'amène à reconsidérer les sentiments qu'il éprouve pour la baronne. Celle-ci, cependant, ne voit pas cette situation d'un bon œil et incite Maria à quitter la famille von Trapp. Maria rentre au couvent mais, après quelques jours de prière, la mère supérieure lui fait comprendre qu'elle a tort de croire que la vie religieuse lui permettra de fuir les sentiments qu'elle ressent pour le capitaine. Elle l'encourage à affronter ses peurs et à vivre ses rêves et l'incite à retourner auprès de la famille du capitaine. Maria et le capitaine s'avouent leur amour et, peu après, se marient.
Les leçons de chant de Maria ont donné de si bons résultats qu'un ami de la famille (« oncle Max » : Richard Haydn) a inscrit la famille von Trapp à un concert de chant qui doit se tenir à Salzbourg. Tous ces événements surviennent alors que les Allemands annexent l’Autriche et l'intègrent au Troisième Reich.
À peine rentré de son voyage de noces avec Maria, le capitaine apprend qu'il doit reprendre du service dans la marine, cette fois dans un port du nord de l'Allemagne. Il refuse d’intégrer la Kriegsmarine et entreprend des préparatifs de fuite pour sauver sa famille de l'emprise nazie. Le soir du concert de Salzbourg, alors qu'ils s'apprêtaient à s'enfuir en voiture, ils sont surpris par la police, qui a été avertie par un des employés de la maison. Les policiers sont emmenés par le gauleiter (« Herr Zeller » : Ben Wright), un Autrichien qui est une connaissance du capitaine. Le gauleiter accepte que la famille aille assurer sa représentation, le capitaine devant partir rejoindre son affectation le lendemain, sous peine de sanctions. À la fin du spectacle, bien que surveillée, la famille entière parvient à s'éclipser et à se réfugier dans l'abbaye de Nonnberg, puis à fuir en voiture vers la Suisse, grâce aux religieuses de l’abbaye. La dernière image du film montre la famille von Trapp au complet, franchissant la frontière à pied par les montagnes.

## Fiche technique
- Titre original : The Sound of Music

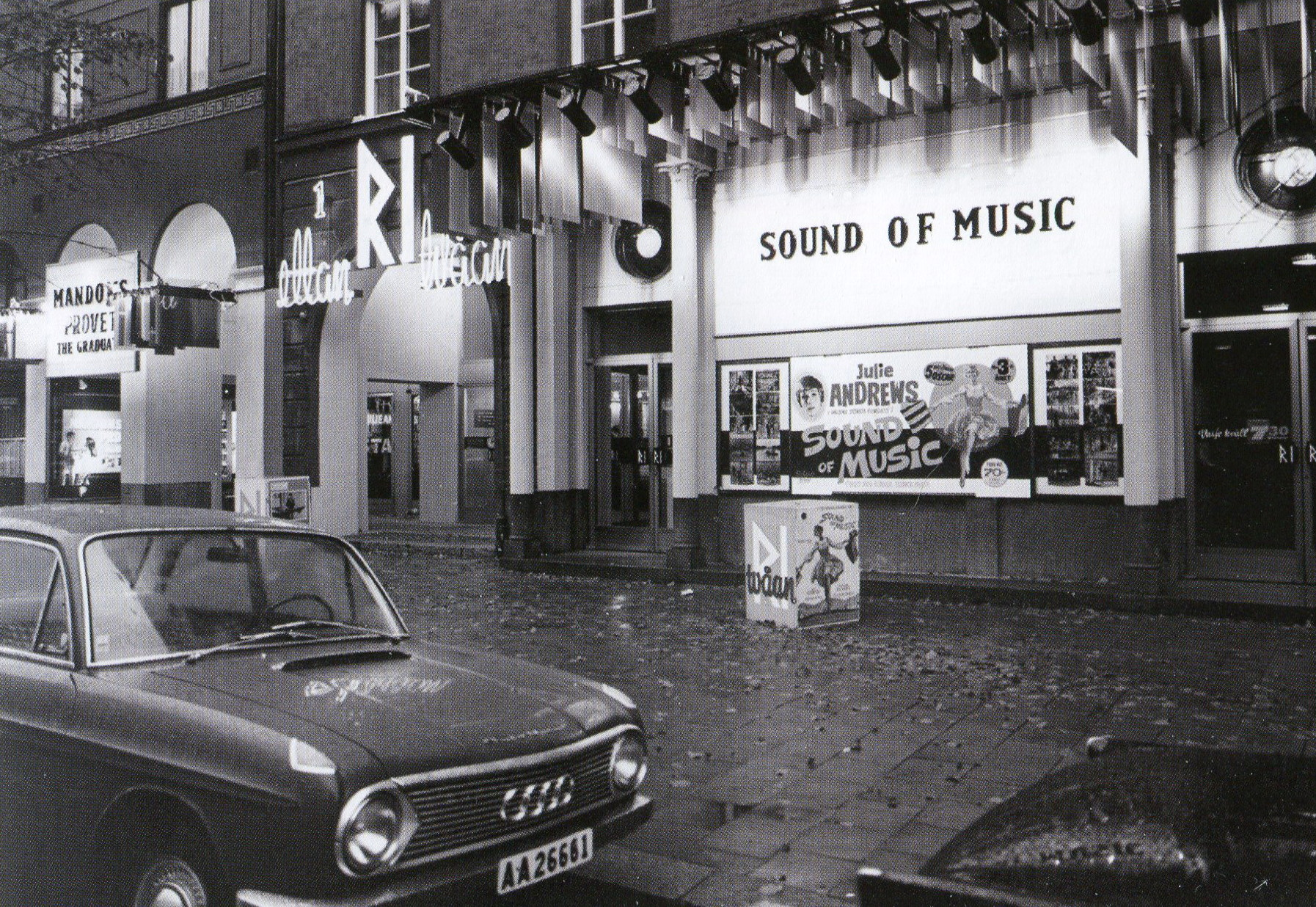
Le film à l'affiche d'un cinéma en Suède, en 1965.

- Titre français : La Mélodie du bonheur
- Réalisation : Robert Wise, assisté de Richard Lang (non crédité)
- Scénario : Ernest Lehman d'après la comédie musicale de Howard Lindsay et Russel Crouse et les mémoires de Maria Augusta Trapp
- Direction artistique : Boris Leven
- Décors : Walter M. Scott, Ruby R. Levitt
- Costumes : Dorothy Jeakins
- Maquillage : Ben Nye (en)
- Coiffures : Margaret Donovan
- Photographie : Ted McCord et Paul Beeson (séquence d'ouverture en vue aérienne)
- Montage : William Reynolds
- Son : James Corcoran, Fred Hynes
- Chorégraphie : Marc Breaux, Dee Dee Wood
- Lyrics : Oscar Hammerstein II, Richard Rodgers
- Musique : Richard Rodgers
  - Direction musicale et arrangements : Irwin Kostal
- Production : Robert Wise ; Saul Chaplin (producteur associé)
- Sociétés de production : Robert Wise Productions, Twentieth Century Fox
- Société de distribution :Twentieth Century Fox
- Pays de production :  États-Unis
- Langue originale : anglais
- Format : Couleurs (DeLuxe) - 65 mm (Todd-AO) - 2,20:1 - Stéréo 6 pistes magnétiques (Westrex Recording System)
  - Copies 35 mm - 2,35:1 (Cinemascope) - Son stéréo 4 pistes magnétiques / Mono piste optique pour les salles non équipées
- Durée : 174 minutes
- Dates de sortie :
  - États-Unis : 2 mars 1965 (première à New York), 10 mars 1965 (sortie nationale)
  - France : 17 février 1966
- Affiches : Raymond Elseviers (Belgique), Enzo Nistri (Italie)

## Distribution

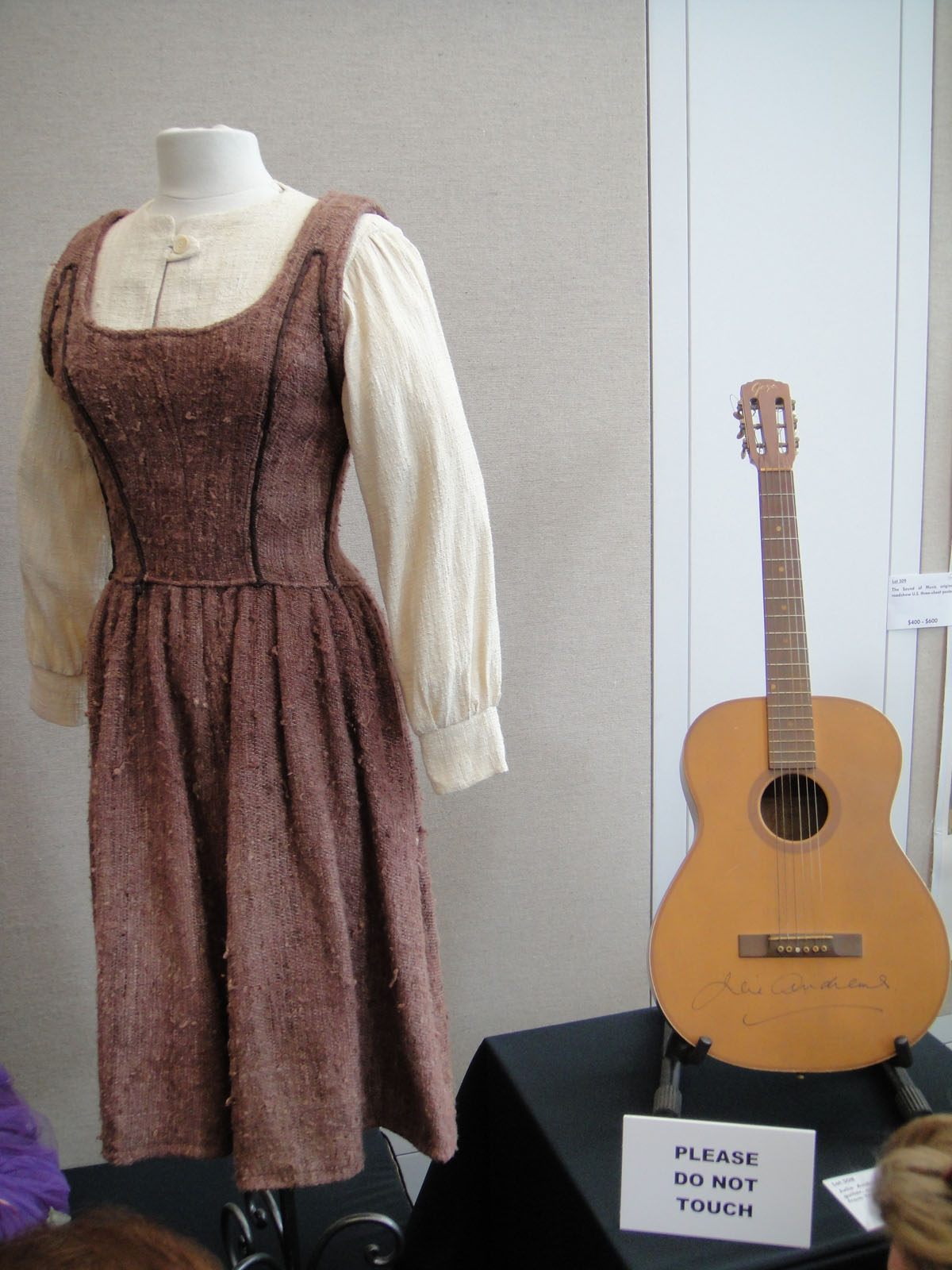
Le costume et la guitare de Julie Andrews (Maria).

- Julie Andrews (VF : Martine Sarcey ; Mathé Altéry, chant) : Maria
- Christopher Plummer (VF : Dominique Tirmont) : le capitaine Georg von Trapp
- Bill Lee (VF : Dominique Tirmont) : le capitaine von Trapp (chant)
- Charmian Carr (VF : Nicole Robin) : Liesl von Trapp
- Nicholas Hammond (VF : Dominique Collignon-Maurin) : Friedrich von Trapp
- Heather Menzies : Louisa von Trapp
- Duane Chase (VF : Richard Darbois) : Kurt von Trapp
- Angela Cartwright (VF :Sylviane Margollé) : Brigitta von Trapp
- Debbie Turner (VF : Élisabeth Boda) : Marta von Trapp
- Kym Karath (VF : Dorothée Gotzfried) : Gretl von Trapp
- Daniel Truhitte (en) (VF : Anton Valéry) : Rolf
- Eleanor Parker (VF : Nadine Alari) : la baronne Elsa Schraeder
- Richard Haydn (VF : Henri Virlogeux) : Max Detweiler
- Peggy Wood (VF : Paule Emmanuele) : la Mère supérieure
- Margery McKay  : la Mère supérieure (chant)
- Anna Lee : sœur Margaretta (Marguerite en VF)
- Portia Nelson (VF : Marie Francey) : sœur Berthe
- Marni Nixon (VF : Claude Chantal) : sœur Sophia (Sophie en VF)
- Evadne Baker (VF : Monique Thierry) : sœur Bernice
- Ada Beth Lee : sœur Catherine
- Doreen Tryden : sœur Agatha (Agathe en VF)
- Ben Wright (VF : Georges Hubert) : Herr Zeller
- Norma Varden (VF : Hélène Tossy) : Frau Schmidt
- Gilchrist Stuart  : Franz
- Doris Lloyd (VF : Lita Recio) : la baronne Ebberfeld

## Distinctions

### Récompenses
- Oscars 1966 :
  - Meilleur film
  - Meilleur réalisateur (Robert Wise)
  - Meilleur son (James Corcoran et Fred Hynes)
  - Meilleur montage (William Reynolds)
  - Meilleure adaptation musicale (Irwin Kostal)
- Directors Guild of America Awards 1966 : Meilleure réalisation pour Robert Wise et Ridgeway Callow (assistant réalisateur)
- Golden Globes 1966 : 
  - Meilleur film musical ou comédie
  - Meilleure actrice dans un film musical ou une comédie (Julie Andrews)
- Laurel Awards 1966 :
  - Meilleure œuvre
  - Meilleure interprétation féminine musicale (Julie Andrews)
- Entré au National Film Registry en 2001

### Nominations
- Oscars 1966 : 
  - Meilleure actrice (Julie Andrews)
  - Meilleure actrice dans un second rôle (Peggy Wood)
  - Meilleure direction artistique (Boris Leven, Walter M. Scott, Ruby R. Levitt)
  - Meilleure photographie (Ted McCord)
  - Meilleurs costumes (Dorothy Jeakins)
- BAFTA Awards 1966 : Meilleure actrice britannique pour Julie Andrews
- Golden Globes 1966 :
  - Meilleur réalisateur (Robert Wise)
  - Meilleure actrice dans un film musical ou une comédie (Julie Andrews)
  - Meilleure actrice dans un second rôle (Peggy Wood)

## Production

### Scénario

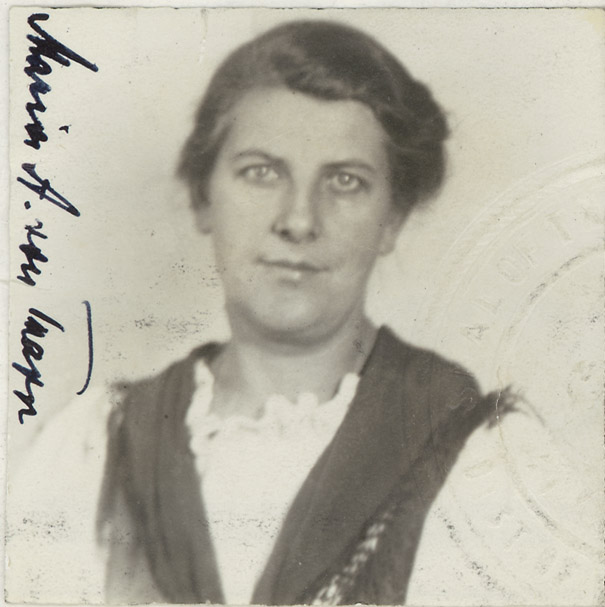
La véritable Maria Augusta Trapp.

Le livre de Maria Augusta Trapp avait déjà fait l'objet d'un film allemand Die Trapp-Familie réalisé par Wolfgang Liebeneiner en 1956.
Auréolé du triomphe de West Side Story, Robert Wise fut d'abord approché pour réaliser le film mais trouvant l'histoire trop sirupeuse, il refusa de la mettre en scène. Richard et Darryl Zanuck, dirigeants de la Twentieth Century Fox, sollicitèrent par la suite Stanley Donen, Vincent Donehue, Gene Kelly et George Roy Hill sans plus de succès. William Wyler accepta finalement,. Il commença à retoucher le scénario et à faire des repérages pour le tournage mais finit par abandonner le projet, préférant se concentrer sur la réalisation de L'Obsédé. Robert Wise revint finalement sur sa décision et remplaça Wyler. Ironie de l'histoire, Robert Wise remportera, l'année suivante, l'Oscar du meilleur réalisateur pour La Mélodie du bonheur face à William Wyler, nommé pour L'Obsédé.

### Attribution des rôles
Certains acteurs sont doublés pour les chansons : c'est le cas de Christopher Plummer doublé par Bill Lee (la voix chantée de Roger dans Les 101 Dalmatiens) et de Peggy Wood doublée par Margery McKay.
Le film offre un premier vrai rôle au cinéma à Marni Nixon qui n'en était pas à son coup d'essai puisqu'elle avait doublé pour les séquences chantées Deborah Kerr dans Le Roi et moi (1956), Natalie Wood dans West Side Story (1961) et Audrey Hepburn dans My Fair Lady (1964). Jouant ici sœur Sophia, elle double également une deuxième sœur dans Maria.

### Musique
Toutes les musiques sont de Richard Rodgers et les paroles de Oscar Hammerstein II, sauf I Have Confidence et Something Good écrites par Richard Rodgers après la mort de son parolier.
- Prelude / The Sound of Music - Maria
- Overture and Preludium (Dixit Dominus) - Chœur des nonnes
- Morning Hymn / Alleluia - Chœur des nonnes
- Maria - La Mère supérieure et les sœurs
- I Have Confidence - Maria
- Sixteen Going on Seventeen - Rolf et Liesl
- My Favorite Things - Maria et les enfants
- Do-Re-Mi - Maria et les enfants
- The Sound of Music - Maria et les enfants
- Edelweiss - Le capitaine et Liesl
- The Lonely Goatherd - Maria et les enfants
- So Long, Farewell - Les enfants
- Climb Ev'ry Mountain - La Mère supérieure
- Something Good - Maria et le capitaine
- Sixteen Going on Seventeen (reprise) - Maria et Liesl
- Processional / Maria (reprise) - Chœur des nonnes
- Edelweiss (reprise) - Maria, le capitaine et les enfants
- So Long, Farewell (reprise) - Maria, le capitaine et les enfants
- Climb Ev'ry Mountain (Reprise) - Chœur

Deux chansons, Maria et Climb Ev'ry Mountain, ont été redoublées pour la sortie en DVD de 2006 en raison de l'ajout de couplets absents du montage initial, par Brigitte Virtudes (la Mère supérieure), Bénédicte Lécroart (sœur Margaretta), Sylvia Bergé (sœur Berthe), Rachel Pignot (sœur Sophia), Dominique Poulain (sœur Catherine) et Karine Costa (sœur Agatha).
Sources : IMDb ; VF : carton DVD, Dans l'ombre des studios[précision nécessaire]

### Différences avec la comédie musicale
- Deux chansons de la comédie musicale ont été supprimées : How Can Love Survive ? et No Way to Stop It, ce qui rend les rôles de Max et de la baronne Schraeder parlés. On retrouve le thème de How Can Love Survive ? sous la forme d'une des valses.
- L'ordre de plusieurs chansons est bouleversé par rapport à la comédie musicale. Par exemple, dans la pièce, My Favorite Things est chantée au début, au couvent, par Maria et la Mère supérieure qui l'interroge sur sa vocation religieuse. Ici, My Favorite Things devient le chant entonné par Maria pour rassurer les enfants du capitaine effrayés par l'orage, à la place de The Lonely Goatherd, mis en accompagnement d'un spectacle de marionnettes qui est absent de la version théâtrale. De même, You are Sixteen, chanté en duo par les personnages de Rolf et de Liesl, est mis dans le film avant Do-Re-Mi.
- Quelques chansons ont été écrites spécialement pour le film : I Have Confidence ou Something Good. Something Good remplace le chant An Ordinary Couple de la pièce.
- Les quatre vers du prélude de la comédie musicale The Sound of Music « My day in the hills has come to an end, I know… » sont réduits à une allusion instrumentale au début du film.

## Accueil

### Critiques
L'énorme succès public du film lui valut le surnom de The Sound of Money (en français : Le Son de l'Argent) de la part de certains journalistes. La célèbre critique Pauline Kael publia un éditorial cinglant dans le magazine McCall's le décrivant comme « un mensonge enrobé de sucre que le public semble disposé à avaler » (« a sugarcoated lie that people seem to want to eat »). Cette charge à contre-courant motiva son renvoi, selon la légende.
Christopher Plummer quant à lui le surnomma The Sound of Mucus (La Mélodie du Mucus), considérant qu'« un peu de cynisme était nécessaire pour éviter le trop-plein de sentimentalisme ». Il confessa également que, bien qu'étant tombé sous son charme, jouer avec Julie Andrews était « comme être frappé sur la tête avec une carte de vœux Hallmark » (« like being hit over the head with a Hallmark Greetings Card »)

### Box-office
À l'époque de sa sortie, le film fut un triomphe au box-office avec un succès semblable à celui du film Autant en emporte le vent (1939) en nombre d'entrées.
Le film se classe troisième pour le nombre absolu de billets vendus (142 415 400) et en brut ajusté (911 458 400 USD) en Amérique du Nord. Il est précédé par Autant en emporte le vent et Star Wars, épisode IV : Un nouvel espoir.  
Le film de Robert Wise a été numéro 1 au box office mondial pendant 6 ans, et, en prenant compte de l'inflation, La Mélodie du bonheur occupe la sixième place dans le box-office mondial.

## Autour du film
(juin 2009).
Si vous disposez d'ouvrages ou d'articles de référence ou si vous connaissez des sites web de qualité traitant du thème abordé ici, merci de compléter l'article en donnant les références utiles à sa vérifiabilité et en les liant à la section « Notes et références ».
- Robert Wise engagea Julie Andrews après avoir vu seulement quelques rushes du film Mary Poppins (1964).
- La véritable Maria von Trapp apparaît en arrière-plan, dans le numéro I Have Confidence chanté par Julie Andrews.
- Le film contient plusieurs chansons devenues des succès dont Edelweiss, My Favorite Things, Climb Ev'ry Mountain, Do-Re-Mi, Something Good et The Lonely Goatherd ainsi que la chanson-titre The Sound of Music, reprise notamment dans Moulin Rouge.
- La famille compte cinq filles et deux garçons : Liesl (16 ans), Friedrich (14 ans), Louisa (13 ans), Kurt (11 ans), Brigitta (10 ans), Marta (6 ans) et Gretl (5 ans).
- La danse traditionnelle autrichienne que Maria et le capitaine exécutent lors du bal est le ländler.
- Dans les bandes annonces, dans la scène du marché juste avant le numéro Do-Re-Mi une caisse d'oranges est marquée Made in Israel. Cependant, l'État d'Israël n'existait pas encore dans les années 1930. Le film ne contient pas cette scène.
- Une autre erreur se glisse dans la scène où la famille marche dans les montagnes, soi-disant vers la Suisse. Selon des spécialistes en topographie, les acteurs se dirigent en fait vers l'Autriche.
- En 2000, la comédie musicale Dancer in the dark du danois Lars von Trier fait référence à la comédie musicale originale, le personnage principal interprété par la chanteuse Björk faisant partie d'une troupe de théâtre qui monte The Sound of Music. Dix ans plus tard, le personnage d'Isabelle Carré entonne un couplet en français de la chanson I Have Confidence, en ouverture des Émotifs anonymes de Jean-Pierre Améris.
- Laibach, groupe de musique slovène, donne en août 2015 deux concerts à Pyongyang en Corée du Nord, pays où le film de Robert Wise est très populaire et sert de support pour l'enseignement de l'anglais. Pour rendre plus accessible son répertoire à son nouveau public coréen, Laibach reprend sur scène la quasi-totalité des chansons du film. Fin 2018, le groupe sort un album tiré de cette expérience et intitulé The Sound of Music.

### Discographie
- The Sound of Music (bande originale du film), RCA Victor